# Patagonska elegina
Patagonska elegina (znanstveno ime Eleginops maclovinus) je edina ribja vrsta iz družine Eleginopidae.

## Opis
Patagonska elegina zraste v dolžino do 105 cm in lahko doseže starost 10 let. Večina mladic je samcev, pri dolžini okoli 52 cm pa začnejo le-ti spreminjati spol tako, da je večina rib nad to dolžino samic. Vrsta je pogosta ob obalah in v estuarijih Južne Amerike. Na sever sega na pacifiški strani njen življenjski prostor do Valparaísa ter do Urugvaja na atlantski strani kontinenta. Pogosta je tudi v vodah Falklandskih otokov, kjer so jo celo upodobili na poštni znamki. Je edina vrsta v rodu Eleginops, ki je hkrati edini rod družine Eleginopidae.
Patagonska elegina je pogosta lovna riba, ki je vsejeda, pogosteje pa je karnivor. Prehranjevalne navade so odvisne od okolja, v katerem živi osebek.